# Courson-Monteloup
Courson-Monteloup (prononcé [kuʁsɔ̃ mɔ̃t̪ǝlu] ) est une commune française située à trente-deux kilomètres au sud-ouest de Paris dans le département de l'Essonne en région Île-de-France.
Ses habitants sont appelés les Montelupins.

## Géographie

### Situation

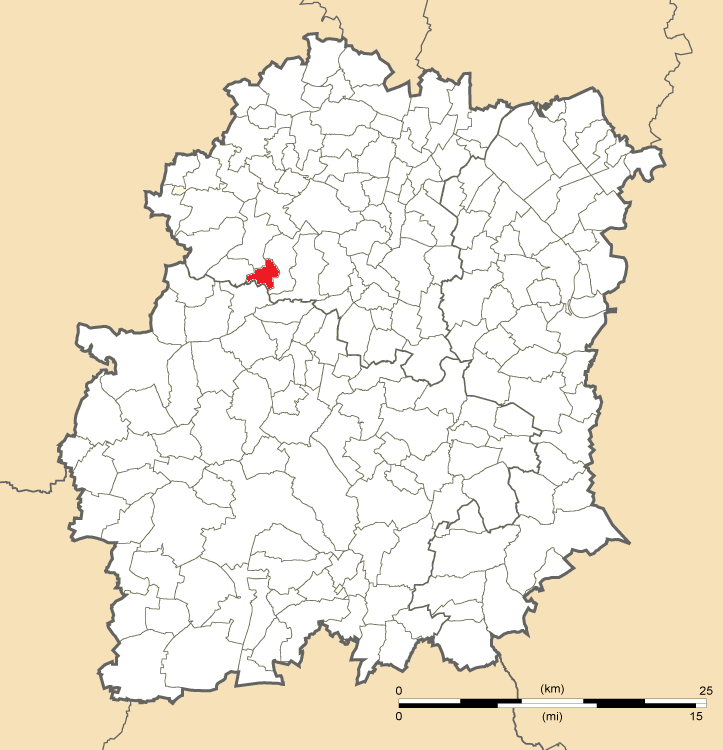
Position de Courson-Monteloup en Essonne.

Courson-Monteloup est située à trente-deux kilomètres au sud-ouest de Paris-Notre-Dame, point zéro des routes de France, vingt-deux kilomètres au sud-ouest d'Évry, quatorze kilomètres au sud-ouest de Palaiseau, huit kilomètres au nord-ouest d'Arpajon, dix kilomètres au sud-ouest de Montlhéry, treize kilomètres au nord-est de Dourdan, dix-neuf kilomètres au nord d'Étampes, vingt kilomètres au nord-ouest de La Ferté-Alais, vingt-quatre kilomètres à l'ouest de Corbeil-Essonnes, trente-deux kilomètres au nord-ouest de Milly-la-Forêt.

### Hydrographie
La Charmoise en limite nord-est de la commune, la Prédecelle en limite ouest.

### Relief et géologie
Plateau au relief peu marqué, étangs.

### Communes limitrophes
| Briis-sous-Forges |                            |                    |
| Vaugrigneuse      | Courson-Monteloup          | Fontenay-lès-Briis |
|                   | Saint-Maurice-Montcouronne |                    |

### Voies de communication et transports
La commune est desservie par la ligne de bus 06 du réseau de bus Centre et Sud Yvelines.

### Climat
Pour des articles plus généraux, voir Climat de l'Île-de-France et Climat de l'Essonne.
En 2010, le climat de la commune est de type climat océanique dégradé des plaines du Centre et du Nord, selon une étude du CNRS s'appuyant sur une série de données couvrant la période 1971-2000. En 2020, Météo-France publie une typologie des climats de la France métropolitaine dans laquelle la commune est exposée à un climat océanique altéré et est dans la région climatique Sud-ouest du bassin Parisien, caractérisée par une faible pluviométrie, notamment au printemps (120 à 150 mm) et un hiver froid (3,5 °C).
Pour la période 1971-2000, la température annuelle moyenne est de 11,2 °C, avec une amplitude thermique annuelle de 15,1 °C. Le cumul annuel moyen de précipitations est de 662 mm, avec 10,6 jours de précipitations en janvier et 7,9 jours en juillet. Pour la période 1991-2020, la température moyenne annuelle observée sur la station météorologique la plus proche, située sur la commune de Fontenay-lès-Briis à 3 km à vol d'oiseau, est de 11,6 °C et le cumul annuel moyen de précipitations est de 696,0 mm,. Pour l'avenir, les paramètres climatiques de la commune estimés pour 2050 selon différents scénarios d'émission de gaz à effet de serre sont consultables sur un site dédié publié par Météo-France en novembre 2022.
| Mois                                  | jan.           | fév.           | mars           | avril         | mai             | juin          | jui.          | août           | sep.           | oct.          | nov.             | déc.             | année     |
| ------------------------------------- | -------------- | -------------- | -------------- | ------------- | --------------- | ------------- | ------------- | -------------- | -------------- | ------------- | ---------------- | ---------------- | --------- |
| Température minimale moyenne (°C)     | 1,5            | 1,2            | 3,1            | 5             | 8,6             | 11,6          | 13,4          | 13,2           | 10,2           | 7,7           | 4,4              | 2,1              | 6,8       |
| Température moyenne (°C)              | 4,4            | 4,9            | 7,9            | 10,7          | 14,3            | 17,5          | 19,8          | 19,6           | 16             | 12,1          | 7,6              | 4,8              | 11,6      |
| Température maximale moyenne (°C)     | 7,3            | 8,5            | 12,6           | 16,3          | 20,1            | 23,5          | 26,1          | 26             | 21,8           | 16,6          | 10,9             | 7,6              | 16,4      |
| Record de froid (°C) date du record   | −18 17.01.1985 | −13,5 07.02.12 | −10,8 01.03.05 | −6 06.04.21   | −1,5 06.05.19   | 1,1 01.06.06  | 2 02.07.1966  | 3,7 30.08.1964 | 0,5 17.09.1971 | −4,1 21.10.10 | −10,4 24.11.1998 | −16,5 29.12.1964 | −18 1985  |
| Record de chaleur (°C) date du record | 16,5 27.01.03  | 20,7 27.02.19  | 24,9 31.03.21  | 29,2 20.04.18 | 32,5 25.05.1989 | 37,5 21.06.17 | 42,5 25.07.19 | 40,2 12.08.03  | 34,8 15.09.20  | 30 01.10.1985 | 21,5 07.11.15    | 17,3 07.12.00    | 42,5 2019 |
| Précipitations (mm)                   | 54,2           | 48,6           | 50,4           | 47,5          | 69              | 58            | 61,1          | 62,6           | 50,9           | 61,2          | 61,2             | 71,3             | 696       |

## Urbanisme

### Typologie
Au 1er janvier 2024, Courson-Monteloup est catégorisée ceinture urbaine, selon la nouvelle grille communale de densité à sept niveaux définie par l'Insee en 2022.
Elle est située hors unité urbaine. Par ailleurs la commune fait partie de l'aire d'attraction de Paris, dont elle est une commune de la couronne,. Cette aire regroupe 1 929 communes,.

### Occupation des solssimplifiée
Le territoire de la commune se compose en 2017 de 60,93 % d'espaces agricoles, forestiers et naturels, 32,82 % d'espaces ouverts artificialisés et 6,25 % d'espaces construits artificialisés.

### Lieux-dits, écarts et quartiers
- Courson, Monteloup, la Roncière, la Gloriette.

## Toponymie
L'origine du nom de la commune est peu connue, le lieu fut précédemment appelé Cincehours ou Saint-Cheours. Il semblerait qu'il ait porté avant cela le nom de Saint Celse. Le Martyrologe Universel de 1709 mentionne en effet, concernant ce dernier :  "Saint Celse, [est dit] Saint Soux [...] dans le Josas au Diocèse de Paris, auquel lieu quelques-unes de ses reliques apportées à Paris, dit Aymoin qui écrivait au Xe siècle, avaient donné le nom. Ce lieu mal écrit Cinq sols par quelques Topographes pour Saint Ceols ou comme dans les vieux titres Saint Cheours s'appelle Launay Courson depuis la fin du XVIIe siècle".
La commune fut créée en 1793 avec le nom de Courson, en 1801, le Bulletin des lois introduit le nom de Courson l'Aunay et en 1882 la commune prit son nom actuel.

## Politique et administration

### Politique locale
La commune de Courson-Monteloup est rattachée au canton de Dourdan, à l'arrondissement de Palaiseau et à la quatrième circonscription de l'Essonne.

### Tendances et résultats politiques
Élections présidentielles, résultats des deuxièmes tours :
- Élection présidentielle de 2002 : 85,71 % pour Jacques Chirac (RPR), 14,29 % pour Jean-Marie Le Pen (FN), 83,53 % de participation[27].
- Élection présidentielle de 2007 : 57,14 % pour Nicolas Sarkozy (UMP), 42,86 % pour Ségolène Royal (PS), 88,27 % de participation[28].
- Élection présidentielle de 2012 : 52,88 % pour Nicolas Sarkozy (UMP), 47,12 % pour François Hollande (PS), 87,29 % de participation[29].

Élections législatives, résultats des deuxièmes tours :
- Élections législatives de 2002 : 59,59 % pour Pierre-André Wiltzer (UMP), 40,41 % pour Marianne Louis (PS), 60,38 % de participation[30].
- Élections législatives de 2007 : 59,60 % pour Nathalie Kosciusko-Morizet (UMP), 40,40 % pour Olivier Thomas (PS), 65,32 % de participation[31].
- Élections législatives de 2012 : 55,59 % pour Nathalie Kosciusko-Morizet (UMP), 44,41 % pour Olivier Thomas (PS), 70,13 % de participation[32].

Élections européennes, résultats des deux meilleurs scores :
- Élections européennes de 2004 : 28,89 % pour Harlem Désir (PS), 19,44 % pour Patrick Gaubert (UMP), 42,99 % de participation[33].
- Élections européennes de 2009 : 31,42 % pour Michel Barnier (UMP), 20,80 % pour Daniel Cohn-Bendit (Les Verts), 49,78 % de participation[34].

Élections régionales, résultats des deux meilleurs scores :
- Élections régionales de 2004 : 49,44 % pour Jean-Paul Huchon (PS), 41,64 % pour Jean-François Copé (UMP), 64,00 % de participation[35].
- Élections régionales de 2010 : 51,98 % pour Jean-Paul Huchon (PS), 48,02 % pour Valérie Pécresse (UMP), 55,81 % de participation[36].

Élections cantonales, résultats des deuxièmes tours :
- Élections cantonales de 2001 : données manquantes.
- Élections cantonales de 2008 : 73,15 % pour Christian Schoettl (DVD), 16,05 % pour Mouna Mathari (PS), 94,12 % de participation[37].

Élections municipales, résultats des deuxièmes tours :
- Élections municipales de 2001 : données manquantes.
- Élections municipales de 2008 : 208 voix pour Carole Baumelou (?), 206 voix pour Jean-Claude Giard (?), 72,51 % de participation[38].

Référendums :
- Référendum de 2000 relatif au quinquennat présidentiel : 87,05 % pour le Oui, 12,95 % pour le Non, 34,34 % de participation[39].
- Référendum de 2005 relatif au traité établissant une Constitution pour l'Europe : 51,25 % pour le Non, 48,75 % pour le Oui, 73,71 % de participation[40].

## Population et société

### Démographie

#### Évolution démographique
L'évolution du nombre d'habitants est connue à travers les recensements de la population effectués dans la commune depuis 1793. Pour les communes de moins de 10 000 habitants, une enquête de recensement portant sur toute la population est réalisée tous les cinq ans, les populations de référence des années intermédiaires étant quant à elles estimées par interpolation ou extrapolation. Pour la commune, le premier recensement exhaustif entrant dans le cadre du nouveau dispositif a été réalisé en 2007.

En 2022, la commune comptait 570 habitants, en évolution de −2,06 % par rapport à 2016 (Essonne : +2,89 %, France hors Mayotte : +2,11 %).
| 1793 | 1800 | 1806 | 1821 | 1831 | 1836 | 1841 | 1846 | 1851 |
| ---- | ---- | ---- | ---- | ---- | ---- | ---- | ---- | ---- |
| 166  | 174  | 162  | 159  | 142  | 156  | 154  | 172  | 134  |

| 1856 | 1861 | 1866 | 1872 | 1876 | 1881 | 1886 | 1891 | 1896 |
| ---- | ---- | ---- | ---- | ---- | ---- | ---- | ---- | ---- |
| 144  | 143  | 145  | 153  | 166  | 161  | 144  | 109  | 125  |

| 1901 | 1906 | 1911 | 1921 | 1926 | 1931 | 1936 | 1946 | 1954 |
| ---- | ---- | ---- | ---- | ---- | ---- | ---- | ---- | ---- |
| 132  | 119  | 123  | 109  | 110  | 114  | 127  | 128  | 132  |

| 1962 | 1968 | 1975 | 1982 | 1990 | 1999 | 2006 | 2007 | 2012 |
| ---- | ---- | ---- | ---- | ---- | ---- | ---- | ---- | ---- |
| 145  | 146  | 209  | 302  | 461  | 586  | 583  | 582  | 608  |

| 2017 | 2022 | - | - | - | - | - | - | - |
| ---- | ---- | - | - | - | - | - | - | - |
| 572  | 570  | - | - | - | - | - | - | - |

#### Pyramide des âges
En 2018, le taux de personnes d'un âge inférieur à 30 ans s'élève à 34,0 %, soit en dessous de la moyenne départementale (39,9 %). À l'inverse, le taux de personnes d'âge supérieur à 60 ans est de 21,5 % la même année, alors qu'il est de 20,1 % au niveau départemental.
En 2018, la commune comptait 271 hommes pour 302 femmes, soit un taux de 52,71 % de femmes, légèrement supérieur au taux départemental (51,02 %).
Les pyramides des âges de la commune et du département s'établissent comme suit.
| Hommes | Classe d’âge | Femmes |
| ------ | ------------ | ------ |
| 0,0    | 90 ou +      | 0,3    |
| 2,6    | 75-89 ans    | 4,7    |
| 16,7   | 60-74 ans    | 18,4   |
| 28,4   | 45-59 ans    | 21,9   |
| 18,4   | 30-44 ans    | 20,6   |
| 14,7   | 15-29 ans    | 17,2   |
| 19,1   | 0-14 ans     | 16,9   |

| Hommes | Classe d’âge | Femmes |
| ------ | ------------ | ------ |
| 0,5    | 90 ou +      | 1,4    |
| 5,4    | 75-89 ans    | 7,2    |
| 12,9   | 60-74 ans    | 13,9   |
| 20     | 45-59 ans    | 19,4   |
| 19,9   | 30-44 ans    | 20,1   |
| 20     | 15-29 ans    | 18,2   |
| 21,3   | 0-14 ans     | 19,8   |

### Enseignement
Les élèves de Courson-Monteloup sont rattachés à l'académie de Versailles. La commune dispose sur son territoire de l'école primaire Henry-Peyret.

### Sports
Courson Monteloup organise annuellement au mois de novembre la course a pied Les Foulées de Courson avec des distances de un, deux, cinq et douze kilomètres. L'autre activité principale est le vélo avec l'association sportive de Courson-Monteloup (ASCM) qui propose une école de vélo ouverte aux enfants de sept à quatorze ans.

### Lieux de culte
La paroisse catholique de Courson-Monteloup est rattachée au secteur pastoral de Limours et au diocèse d'Évry-Corbeil-Essonnes. Elle dispose de l'église Saint-Claude.

### Médias
L'hebdomadaire Le Républicain relate les informations locales. La commune est en outre dans le bassin d'émission des chaînes de télévision France 3 Paris Île-de-France Centre, IDF1 et Téléssonne intégré à Télif.

## Économie

### Emplois, revenus et niveau de vie en 2006
En 2006, le revenu fiscal médian par ménage était de 25 160 €, ce qui plaçait la commune au 400e rang parmi les 30 687 communes de plus de cinquante ménages que compte le pays et au trente-neuvième rang départemental.
| Répartition des emplois par catégories socioprofessionnelles en 2006. |              |                                           |                                                   |                            |                          |                           |
|                                                                       | Agriculteurs | Artisans, commerçants, chefs d’entreprise | Cadres et professions intellectuelles supérieures | Professions intermédiaires | Employés                 | Ouvriers                  |
| Courson-Monteloup                                                     | -            | -                                         | -                                                 | -                          | -                        | -                         |
| Zone d’emploi d’Orsay                                                 | 0,2 %        | 3,7 %                                     | 36,2 %                                            | 26,2 %                     | 21,4 %                   | 12,3 %                    |
| Moyenne nationale                                                     | 2,2 %        | 6,0 %                                     | 15,4 %                                            | 24,6 %                     | 28,7 %                   | 23,2 %                    |
| Répartition des emplois par secteurs d’activités en 2006.             |              |                                           |                                                   |                            |                          |                           |
|                                                                       | Agriculture  | Industrie                                 | Construction                                      | Commerce                   | Services aux entreprises | Services aux particuliers |
| Courson-Monteloup                                                     | -            | -                                         | -                                                 | -                          | -                        | -                         |
| Zone d’emploi d’Orsay                                                 | 1,0 %        | 13,4 %                                    | 3,8 %                                             | 18,1 %                     | 30,5 %                   | 5,4 %                     |
| Moyenne nationale                                                     | 3,5 %        | 15,2 %                                    | 6,4 %                                             | 13,3 %                     | 13,3 %                   | 7,6 %                     |
| Sources : Insee,                                                      |              |                                           |                                                   |                            |                          |                           |

## Culture locale et patrimoine

### Patrimoine environnemental
Le domaine de Courson est labellisé « Jardin remarquable ».
Les champs à l'est du territoire et les bois du domaine de Courson ont été recensés au titre des espaces naturels sensibles par le conseil départemental de l'Essonne.

### Patrimoine architectural

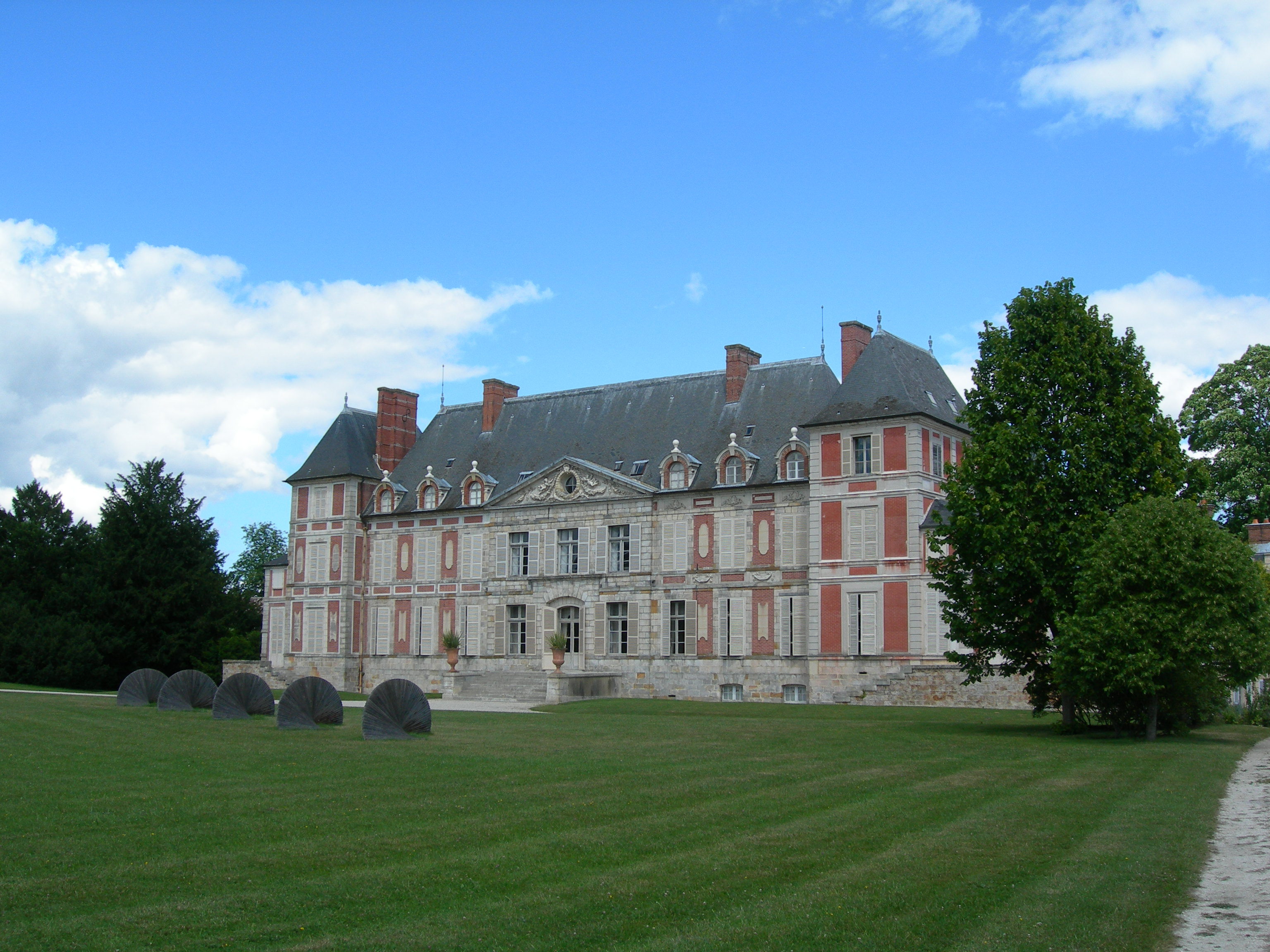
Le château de Courson.
Château construit aux XVIIe, XVIIIe et XIXe siècles, classé aux monuments historiques le 1er février 1944 et inscrit le 4 février 1992 et son parc.

### Personnalités liées à la commune
- la famille Lamoignon possède le château depuis le XVIIe siècle.

### Héraldique
| Blason de Courson-Monteloup | Blason  | De sinople à Saint-Claude d'argent drapé et nimbé d'or, au chef ondé d'azur semé de fleurs de lys aussi d'or, soutenu aussi d'argent. |
| Blason de Courson-Monteloup | Détails | |